# Franz Lidtmann
Franz Lidtmann (* 1716; † 1797) war ein Maler des Barocks aus Nabburg.

## Leben und Wirken
Lidtmann war der Sohn des Malers Johann Ignatius (Ignaz) Lidman, der in Pleystein unter anderem in der Pfarrkirche Sankt Sigismund tätig war. Die Mutter hieß Rosina und sie wohnten in Nabburg. Das Paar hatte zwei Söhne, Johann Michael und Johann Franz. Der Letztere war bis 1797 als Fresko- und Fassmaler im Bereich der mittleren und nördlichen Oberpfalz tätig. 1744 schuf er die Fassung für die von Johann Michael Doser gefertigte Kanzel in der Pfarrkirche Unserer Lieben Frau in Thumsenreuth. Im Jahr 1749 bemalte er in der Nabburger Pfarrkirche Sankt Johannes Baptist einen Altar und von 1752 bis 1759 trug er Farben auf die rückwärtigen Altäre von Sankt Jakob Ensdorf auf. Die Decken- und Chorbogenfresken in der Kirche St. Peter und Paul in Perschen stammen aus dem Jahr 1753, die Wand-, Deckenmalereien und Altarblätter in der Kirche Sankt Martin in Niedermurach sind von 1762. 1769 fertigte er zwei Altarretabeln und Figuren von Heiligen in der Kirche Sankt Martin in Oberpfreimd. Im Jahr 1778 schuf er den Tabernakel in Sankt Andreas in Altendorf sowie einen Kreuzweg in Sankt Joseph in Unteraich. In der Pfarrkirche St. Vitus in Neunaigen sind in den Jahren 1788 bis 1790 an der Nord- und Südwand des Langhauses sechs Rahmenstuckfelder von ihm geschaffen worden. Auch das Deckengemälde, das das Leben des Kirchenpatrons und Nothelfers zeigt, stammt von Lidtmann.
Seine Werke zeichnete er mit: I.F.Lidmann. Pictor et Inventor aus Nabburg.